# جیگمی خسار نامگیال وانگچوک
جیگمی خسار نامگیال وانگچوک پادشاه بوتان از سال ۲۰۰۶ میلادی است. وی زادهٔ ۲۱ فوریهٔ ۱۹۸۰ است که در ۱۴ دسامبر ۲۰۰۶ به‌دلیل کناره گیری پدرش از حکومت، به پادشاهی بوتان رسید. او تا سال ۲۰۱۱ که کیم جونگ اون او را پشت سر گذاشت، جوانترین حاکم در جهان بود.